# Игишевский сельсовет
Игишевский сельсовет — упразднённое муниципальное образование со статусом сельского поселения в Поныровском районе Курской области Российской Федерации.
Административный центр — село Игишево.

## История
Статус и границы сельсовета установлены Законом Курской области от 21 октября 2004 года № 48-ЗКО «О муниципальных образованиях Курской области».
Законом Курской области от 26 апреля 2010 года № 26-ЗКО, были преобразованы путём объединения, не влекущего изменения границ иных муниципальных образований, граничащие между собой муниципальные образования:
Ольховатский сельсовет, Игишевский сельсовет и Становской сельсовет в Ольховатский сельсовет.

## Состав сельского поселения
| № | Населённый пункт | Тип населённого пункта       | Население |
| - | ---------------- | ---------------------------- | --------- |
| 1 | Буросовка        | деревня                      | 0         |
| 2 | Игишево          | село, административный центр | 212       |
| 3 | Курган           | хутор                        | 0         |
| 4 | Подсоборовка     | деревня                      | 4         |
| 5 | Тёплое           | деревня                      | 86        |